# Nergal
Nergal (sumerisk: 𒀭𒄊𒀕𒃲 dKIŠ.UNU eller dGÌR-UNUG-GAL; hebraisk: נֵרְגַל, moderne hebraisk: Nergal, tiberisk: Nērgal; aramæisk: ܢܸܪܓܲܠ; latin: Nirgal) var en gud, der blev tilbedt i Mesopotamien (Akkad, Assyrien og Babylonien), gift med Ereshkigal, underverdenens gudinde. Nergal var gud for krig og pest; han fulgte som krigsgud kongen i kamp og bragte død over fjenden. Død påført af Nergal fik en overnaturlig dimension, idet sygdom ofte blev anset som dæmoners værk. Nergal var herre over dæmoner og onde magter. Død og ødelæggelse fulgte ilū sebettu (= de syv guder), især kendt fra myter om Erra, en semittisk krigs- og pestgud, som gradvis smeltede sammen med Nergal.
Nergal er omtalt i 2. Kongebog 17:30 i denne opremsning af hedenske guder: "Folkene fra Babylon lavede Sukkot-Benot, folkene fra Kutha lavede Nergal, og folkene fra Hamat lavede Ashima." 
Babylonerne opkaldte planeten Mars efter Nergal.